# Quintrell Downs (stacja kolejowa)
Quintrell Downs – stacja kolejowa we wsi  Quintrell Downs, w hrabstwie Kornwalia, 4 km na południe od Newquay. Stacja leży na linii kolejowej Atlantic Line.

## Ruch pasażerski
Stacja obsługuje ok. 2804 pasażerów rocznie (dane za rok 2021/2022) (dane ze sprzedaży biletów). Posiada połączenie z Par, Newquay linią Cornish Main Line. Serwis obsługiwany jest wahadłowo, siedem razy dziennie.